# Verbania
Verbaniaⓘ ([verˈbanja], pol. uproszczona: werbanja) – miejscowość i gmina we Włoszech, w regionie Piemont, w prowincji Cusio Ossola.
Leży nad brzegiem jeziora Maggiore, około 91 km na północny zachód od Mediolanu i około 40 km od Locarno w Szwajcarii.
Według danych na rok 2004 gminę zamieszkuje 30 079 osób, 812,9 os./km².
Znana od połowy XIX w. miejscowość turystyczno-wypoczynkowa. W 1862 r. wybudowano tu luksusowy na owe czasy "Grand Hôtel Pallanza" (dziś "Hotel Pallanza").
W Verbanii urodził się Luigi Cadorna, włoski generał.
Na obrzeżach miasta, nad jeziorem Maggiore do 2017 roku mieszkała Emma Morano najstarsza osoba na świecie. Zmarła 15 kwietnia 2017.

## Miasta partnerskie
- Bourg-de-Péage
- Crikvenica
- East Grinstead
- Mindelheim
- Piatra Neamț
- Sant Feliu de Guíxols
- Schwaz